# 劉駕
劉駕（?—?），字司南，江東人。
早年屢試不中，客居长安。大中三年（849年），軍隊收復河、湟，獻上《乐府》十首，唐宣宗大悦。大中六年（852年）進士，官國子博士。與曹鄴為好友，時稱“曹劉”。辛文房称其“诗多比兴含蓄，体无定规，兴尽即止，为时所宗。”《全唐诗》录存其诗六十八首，编一卷。